# Lill-Lövsjöavan
Lill-Lövsjöavan är en sjö i Bergs kommun i Jämtland och ingår i Ljungans huvudavrinningsområde.